# نيكولاس وايت (دراج جنوب إفريقي)
نيكولاس وايت (بالإنجليزية: Nicholas White)‏ هو دراج جنوب أفريقي، ولد في 8 يناير 1974 في جنوب أفريقيا.

## وصلات خارجية
- الموقع الرسمي
- نيكولاس وايت على موقع أرشيف الدراجات (الإنجليزية)
- نيكولاس وايت على موقع أرشيف الدراجات (الإنجليزية)
- نيكولاس وايت على موقع إحصائيات الدراجات الإحترافية (الإنجليزية)
- نيكولاس وايت على موقع نسبة الدراجات (الإنجليزية)